# Strade Bianche femenina de 2025
La Strade Bianche demenina de 2025 fou l'onzena edició de la Strade Bianche femenina, una cursa ciclista d'un dia que es disputà el 8 de març de 2025 a la Toscana en el context del calendari UCI Women's WorldTour 2025, circuit del qual fou la cinquena prova.
La neerlandesa Demi Vollering (FDJ-Suez) s'imposà a la seva compatriota i antiga directora d'equip, Anna van der Breggen (SD Worx-Protime), després de superar-la a la pujada final per la Via Santa Caterina de Siena, que té un pendent màxim del 16%. Vollering havia atacat al darrer dels 13 trams de grava blanca i van der Breggen havia estat l'única ciclista que l'havia pogut seguir; però aquesta última, que disputava la seva segona cursa després de reprendre la competició després d'haver format part de l'equip directiu de l'SD Worx durant tres temporades, va quedar tallada a falta de 400 metres per a l'arribada. La francesa Pauline Ferrand-Prévot (Team Visma - Lease a Bike), que també retornava a la competició de carretera, va acompanyar les neerlandeses al podi.

## Equips
Vint-i-quatre equips hi prengueren part: els quinze WorldTeam, quatre ProTeam i cinc de Continentals.
| UCI Women's WorldTeams (15)- AG Insurance-Soudal Team - Canyon//SRAM zondacrypto - Ceratizit Pro Cycling Team - FDJ-Suez - Fenix-Deceuninck - Human Powered Health - Lidl-Trek - Liv AlUla Jayco - Movistar Team - Roland - Team Picnic PostNL - Team SD Worx-Protime - Team Visma \| Lease a Bike - UAE Team ADQ - Uno-X Mobility UCI Women's ProTeams (4)- EF Education-Oatly - VolkerWessels Women's Pro Cycling Team - Cofidis Women Team - Laboral Kutxa-Fundación Euskadi UCI Women's continental teams (5)- Bepink-Imatra-Bongioanni - Aromitalia 3T Vaiano - Isolmant-Premac-Vittoria - Team Mendelspeck E-Work - Top Girls Fassa Bortolo |
| |

## Classificació
| \| Classificació general \| Classificació general \| Classificació general \| Classificació general \| Classificació general \| \| Ciclista \| Ciclista \| Equip \| Temps \| \| \| --------------------- \| ---------------------------------- \| -------------------------- \| --------------------- \| --------------------- \| \| 1r \| Demi Vollering \| FDJ-Suez \| 3h 49' 04" \| \| \| 2n \| Anna van der Breggen \| SD Worx-Protime \| + 18" \| \| \| 3r \| Pauline Ferrand-Prévot \| Team Visma \\| Lease a Bike \| + 1' 42" \| \| \| 4t \| Juliette Labous \| FDJ-Suez \| + 1' 42" \| \| \| 5è \| Margarita Victoria García Cañellas \| Liv AlUla Jayco \| + 1' 47" \| \| \| 6è \| Yara Kastelijn \| Fenix-Deceuninck \| + 1' 48" \| \| \| 7è \| Puck Pieterse \| Fenix-Deceuninck \| + 1' 49" \| \| \| 8è \| Niamh Fisher-Black \| Lidl-Trek \| + 1' 54" \| \| \| 9è \| Noemi Rüegg \| EF Education-Oatly \| + 1' 55" \| \| \| 10è \| Silke Smulders \| Liv AlUla Jayco \| + 1' 59" \| \| |                                    |                            |            |
| |                                    |                            |            |
| Font: ProCyclingStats |                                    |                            |            |
| Classificació general |                                    |                            |            |
| Ciclista | Ciclista                           | Equip                      | Temps      |
| 1r | Demi Vollering                     | FDJ-Suez                   | 3h 49' 04" |
| 2n | Anna van der Breggen               | SD Worx-Protime            | + 18"      |
| 3r | Pauline Ferrand-Prévot             | Team Visma \| Lease a Bike | + 1' 42"   |
| 4t | Juliette Labous                    | FDJ-Suez                   | + 1' 42"   |
| 5è | Margarita Victoria García Cañellas | Liv AlUla Jayco            | + 1' 47"   |
| 6è | Yara Kastelijn                     | Fenix-Deceuninck           | + 1' 48"   |
| 7è | Puck Pieterse                      | Fenix-Deceuninck           | + 1' 49"   |
| 8è | Niamh Fisher-Black                 | Lidl-Trek                  | + 1' 54"   |
| 9è | Noemi Rüegg                        | EF Education-Oatly         | + 1' 55"   |
| 10è | Silke Smulders                     | Liv AlUla Jayco            | + 1' 59"   |